# باشگاه فوتبال زنان والنسیا
باشگاه فوتبال زنان والنسیا (به اسپانیایی: Valencia Club de Fútbol Femenino) یک تیم فوتبال بانوان در والنسیا، اسپانیا است.